# الجمهورية البوليفية (كونفدرالية بيرو وبوليفيا)
كانت الجمهورية البوليفية إحدى الجمهوريات الثلاث المكونة لاتحاد بيرو وبوليفيا الذي لم يدم طويلًا من عام 1836 حتى عام 1839.
انتهى الاتحاد بعد ثلاث سنوات من هزيمته في حرب الكونفدرالية أمام تشيلي. في أغسطس 1839، أعلن أوغستين جامارا حل الاتحاد.

## الخلفية

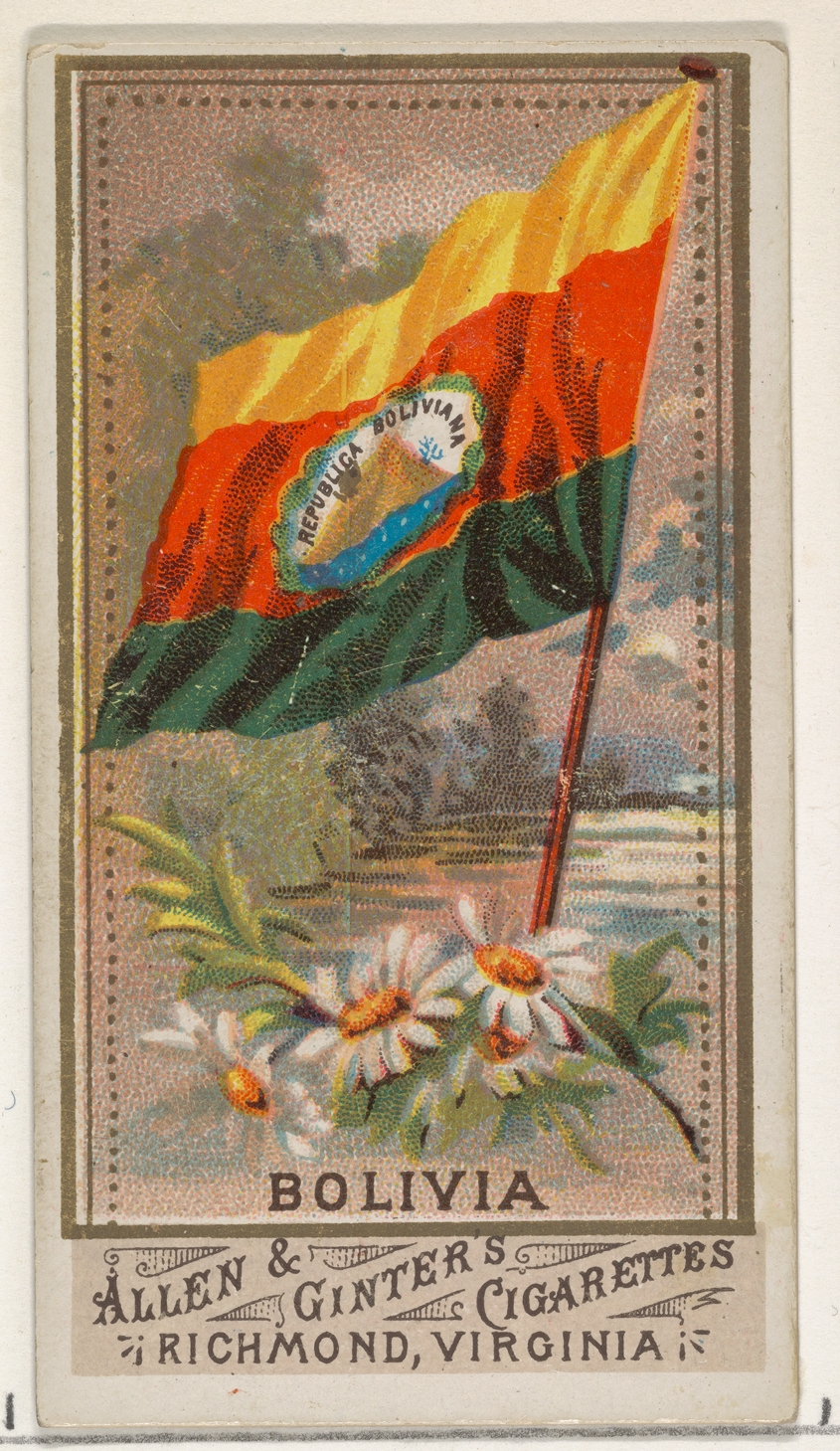
بوليفيا ، أعلام جميع الأمم، السلسلة 1 (N9) لـ Allen & Ginter (1837) التي تصور علم وشعار جمهورية بوليفيا

كان الاتحاد البيروفي البوليفي خطة حاولت إعادة توحيد ألتو بيرو ("بيرو العليا"، بوليفيا الحديثة) وباجو بيرو ("بيرو السفلى"، بيرو الحديثة) في كيان سياسي واقتصادي واحد. روج المارشال أندريس دي سانتا كروز لمشروع طموح لإعادة توحيد هاتين المنطقتين على أساس كونفدرالية. لم يكن هذا الاندماج قائماً على أسباب تاريخية وثقافية وعرقية فحسب، بل قام أيضًا على دوافع اقتصادية سليمة. كان الاتحاد يحاول استعادة الطرق التجارية القديمة وتعزيز سياسة الأسواق المفتوحة.
كرئيس لبوليفيا، حرض سانتا كروز على العديد من المؤامرات الفاشلة لتحقيق اتحاد سياسي مع بيرو، مستفيدًا من الاضطرابات السياسية المزمنة في ذلك البلد. جاءت أفضل فرصة له في عام 1835 عندما طلب الرئيس البيروفي الجنرال لويس خوسيه دي أوربيغوسو مساعدته لمحاربة جيوش المتمردين للجنرالات أوغستين جامارا وفيليبي سانتياغو سالافيري. هزم سانتا كروز جامارا في معركة ياناكوتشا في 13 أغسطس 1835 وسالافيري في معركة سوكابايا في 7 فبراير 1836.
استعاد الجنرال أوربيغوسو، بمساعدة بوليفيا، زعامته بسرعة في جميع أنحاء البلاد وأعدم سالفيري بإجراءات موجزة. انتقامًا للدعم الذي تلقاه من سانتا كروز ، انضم إلى تشكيل اتحاد بيرو بوليفي الجديد. تولى سانتا كروز الحماية العليا للاتحاد وحافظ أوربيغوسو فقط على رئاسة جمهورية شمال بيرو المنشأة حديثًا.

## التقسيمات الإدارية

تم تقسيم الجمهورية البوليفية إلى 7 إدارات:
1. إدارة كوتشابامبا
2. قسم شوكيساكا
3. إدارة لا باز
4. إدارة أورورو
5. إدارة بوتوسي
6. إدارة سانتا كروز
7. إدارة تاريا